# Université de Jaén

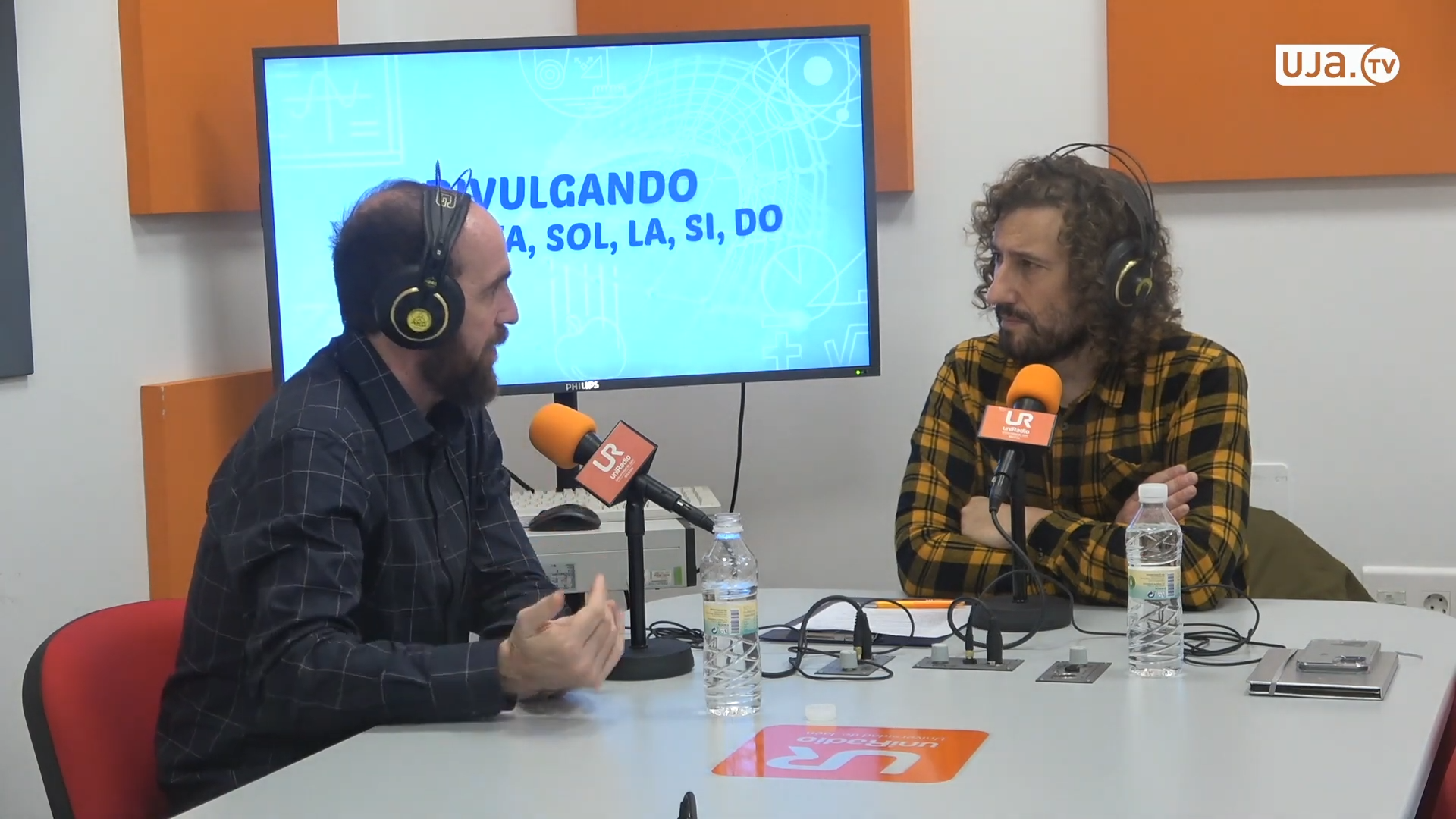
Journée mondiale des Mathématiques avec Eduardo Sáenz de Cabezón

L'université de Jaén (en espagnol : Universidad de Jaén, UJA ou UJAEN) est une université publique espagnole située à Jaén, en Andalousie.

## Présentation
L'UJA est une jeune université établie par la loi 5/1993 du 1er juillet 1993 du parlement d'Andalousie. La plupart des installations sont situées sur le campus de Lagunillas à Jaén, mais l'université dispose de deux centres à Linares et à Úbeda. Un campus scientifico-technologique est actuellement en construction à Linares.
L'université est associée à la Funiber.

### Sources
- (es) Cet article est partiellement ou en totalité issu de l’article de Wikipédia en espagnol intitulé « Universidad de Jaén » (voir la liste des auteurs).